# Yūsuke Shinkai
Yūsuke Shinkai (jap. 新開 裕介, Shinkai Yūsuke; * 12. Oktober 1982) ist ein japanischer Badmintonspieler.

## Karriere
Yūsuke Shinkai wurde 2002, 2003 und 2004 nationaler Studentenmeister in Japan. 2004 siegte er bei den Western Australia International und den Canterbury International. Bei den Chinese Taipei International 2005 belegte er Rang zwei im Mixed und Rang drei im Doppel, bei den Peru International 2005 Rang drei im Herrendoppel.

## Referenzen
- Yūsuke Shinkai beim Badminton-Weltverband

| Personendaten    | Personendaten                |
| ---------------- | ---------------------------- |
| NAME             | Shinkai, Yūsuke              |
| ALTERNATIVNAMEN  | 新開裕介 (japanisch)         |
| KURZBESCHREIBUNG | japanischer Badmintonspieler |
| GEBURTSDATUM     | 12. Oktober 1982             |